# Cheeky's Cast 1
『Cheeky's Cast 1』（チーキーズ キャスト 1）は、BSよしもとで2022年3月22日から2022年9月30日まで放送していた毎週月曜日 - 金曜日8:00 - 10:00（JST）に生放送の情報番組。

## 概要
吉本興業所属のベテラン芸人が住みます芸人ともに地域情報を伝える。
左上に時刻表示がされている。
番組プロデューサーの発注ミスにより、セットの中心部にある｢Cheeky's Cast｣のSとTが逆になって「Cheeky's Cats」となっており、全体のセットも猫番組風になっている。
スタジオは、月・水・金は東京本社スタジオ、火・木はなんばグランド花月HOSO STUDIOで放送。
2022年10月期に改編により、同年9月30日をもって『Cheeky's Cast 2』と共に本番組は終了した。

## 出演者
|              | 月曜日 | 火曜日                 | 水曜日   | 木曜日   | 金曜日                 |
| ------------ | ------ | ---------------------- | -------- | -------- | ---------------------- |
| MC           | 石田靖 | 西川のりお・上方よしお | 木村祐一 | 月亭方正 | ゴリ（ガレッジセール） |
| アシスタント |        |                        | 光永     | 曽麻綾   |                        |

### コーナー
- ミックスジュースを作ってみよう（水曜日）
  - アシスタントの光永がスタジオでミックスジュースを作る。
- おにぎりを作ってみよう（水曜日）
  - アシスタントの光永がスタジオでおにぎりを作る。
  - テーマ曲は円神「OBENTO 〜お弁当の歌〜」
- ツイッターから英語をまなぼう（木曜日）
  - 四ヶ国語を話せるアシスタントの曽麻が著名人のTwitterを英語講座で方正に教える[5]
- 若手落語家 すきまリサーチ（木曜日）
  - 若手落語家がスキマリサーチャーとして、方正にプレゼンをする。
- 写真でゴリを笑わせろ!（金曜日）

### テーマソング
- 月曜：『小さなタネ』唄：サトウヒロコ
- 火曜：該当曲なし
- 水曜：該当曲なし
- 木曜：該当曲なし
- 金曜：該当曲なし

## スタッフ
- 構成：平岡達哉（月）、中切孝（火）、長澤喜稔（水）、稲見周平（木）、渡部隆太（金）
- プロモーション：田嶋大輔（BSよしもと）
- 編成：覚野広一・松尾駿介（BSよしもと）
- AD：八嶋花音
- ディレクター：有瀬典崇、上野蒼
- 演出：佐藤裕司（月・水・金）、鷲見演博（火・木）
- 曜日プロデューサー：中井謙吾（月）、片倉輪子（水）、今泉友里花（金）
- プロデューサー：菊井徳明・木村友厚（よしもとブロードエンタテインメント）
- チーフプロデューサー：武藤佑樹
- 制作協力：吉本興業、よしもとブロードエンタテインメント
- 製作・著作：BSよしもと